# 쓰야마번

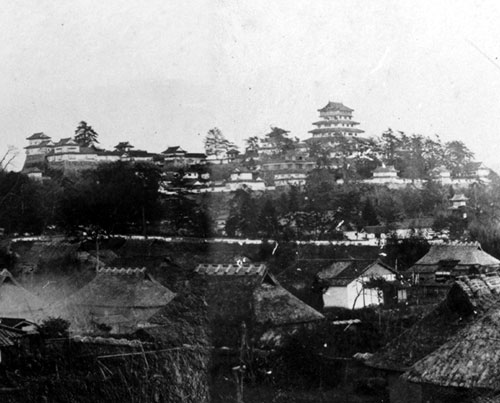
쓰야마성의 옛 사진

쓰야마번(일본어: 津山藩 츠야마한[*])은 미마사카국 대부분을 영유한 번이다. 번청은 쓰야마성(지금의 오카야마현 쓰야마시)에 위치해 있다.

## 역대 번주
모리가(森家)
도자마 18만 6500석 (1603년 - 1697년)
1. 다다마사(忠政)
2. 나가쓰구(長継)
3. 나가타케(長武)
4. 나가나리(長成)
5. 아쓰토시(衆利)

에치젠 마쓰다이라가(越前松平家)
신판 10만석 → 5만석 → 10만석 (1698년 - 1871년)
1. 노부토미(宣富)
2. 아사고로(浅五郎)
3. 나가히로(長熙) 5만석으로 삭감
4. 나가타카(長孝)
5. 야스치카(康哉)
6. 야스하루(康乂)
7. 나리타카(斉孝)
8. 나리타미(斉民) 10만석으로 가증
9. 요시토모(慶倫)

## 같이 보기
- 폐번치현